# Zemplínske Hradište
Zemplínske Hradište – wieś (obec) na Słowacji położona w kraju koszyckim, w powiecie Trebišov. Pierwsze wzmianki o miejscowości pochodzą z 1454 roku. 
Według danych z dnia 31 grudnia 2012 roku, wieś zamieszkiwało 1147 osób, w tym 618 kobiet i 529 mężczyzn.
W 2001 roku rozkład populacji względem narodowości i przynależności etnicznej wyglądał następująco:
- Słowacy – 93,01%
- Czesi – 0,33%
- Polacy – 0,08%
- Romowie – 0,08%
- Rusini – 0,33%
- Ukraińcy – 0,42%
- Węgrzy – 5,58%

Ze względu na wyznawaną religię struktura mieszkańców kształtowała się w 2001 roku następująco:
- Katolicy rzymscy – 16,57%
- Grekokatolicy – 16,74%
- Ewangelicy – 0,67%
- Prawosławni – 13,91%
- Ateiści – 2,25%
- Przedstawiciele innych wyznań – 0,08%
- Nie podano – 1,25%